# From the Inside
«From the Inside» (с англ. — «Изнутри») — сингл американской рок-группы Linkin Park, десятый трек со второго альбома Meteora. Релиз состоялся в США и Австралии в 2004 году как четвёртый сингл из альбома.

## Трек
Одна из наиболее тяжёлых песен Linkin Park. Пение, мелодичное в начале, к концу обретает более «тяжёлое» звучание, делая трек похожим на ню-метал. Также Честер Беннингтон под конец песни скримит около десяти секунд.

## Клип
Режиссёр — Джо Хан. Группа бунтарей противостоит силам правопорядка, Честер и Майк медленно идут сквозь толпу, в то время как маленький ребёнок прорывается прямо в центр всего этого безумия, крича в унисон Честеру. Клип снимали в Праге, специально для съёмок была оцеплена целая площадь и прилегающие к ней кварталы.

## Список композиций
| №  | Название                 | Длительность |
| -- | ------------------------ | ------------ |
| 1. | «From The Inside»        | 2:53         |
| 2. | «Runaway (Live)»         | 3:07         |
| 3. | «From The Inside (Live)» | 3:00         |

## Чарты
| Чарт (2004)                | Позиция |
| -------------------------- | ------- |
| Australian Singles Chart   | 37      |
| Austrian Singles Chart     | 42      |
| Brazil (ABPD)              | 21      |
| France Singles Top 100     | 35      |
| German Singles Chart       | 35      |
| Italian Singles Chart      | 41      |
| New Zealand Singles Top 50 | 50      |
| Polish Singles Chart       | 17      |
| Sweden Singles Top 60      | 52      |
| Swiss Singles Chart        | 38      |